# Arthrodira

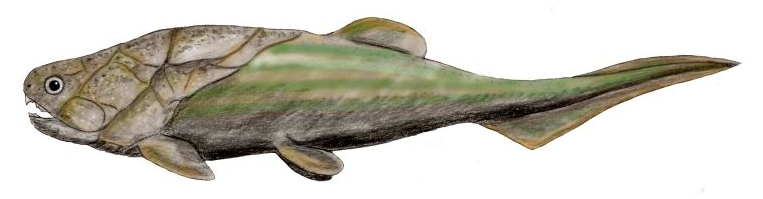
Coccosteus

Die Arthrodira (Arthrodiriformes) (von gr. άρθρον, árthron „Gelenk“ und δειρή, deiré, „Hals, Genick“) sind die jüngste Gruppe der ausgestorbenen Placodermi, fischartiger, stark gepanzerter Wirbeltiere aus dem Devon. Sie erschienen im Unterdevon und überlebten bis zum Ende des Devons (Famennium). Sie waren offensichtlich aktive und räuberische Schwimmer, die größere, nektonische Beutetiere fraßen. Es wurden bisher etwa 130 Gattungen beschrieben.

## Merkmale
Die älteren Formen der Arthrodira besaßen einen langen, weitgehend zusammenhängenden Kopf- und Rumpfpanzer aus großen Knochenplatten. Kopf- und Rumpfpanzer waren gegeneinander beweglich. Für die Brustflossen waren kleine Öffnungen vorhanden. Der Rumpfpanzer reichte bis zum After.
Bei jüngeren Formen war der Rumpfpanzer zu einer Spange reduziert, die nur noch den vorderen Rücken bedeckte. Die Grenze zwischen Kopf- und Rumpfpanzer verläuft in einem Winkel von etwa 45°. Der Kopf war relativ klein, die Augen saßen seitlich, das Maul war endständig. Er konnte in einem paarigen Gelenk gegenüber dem Rumpfpanzer (Schultergürtel) angehoben werden (s. Fischschädel).
Die Schwanzflosse war heterocerk, meist waren Brust-, kleine Bauch-, eine Rückenflosse und eine kleine Afterflosse vorhanden.
Einige Arthrodiren wurden sehr groß. Homosteus und Heterosteus, der Filtrierer Titanichthys und der Spitzenprädator Dunkleosteus erreichten mehrere Meter Körperlänge. Der gut erforschte Coccosteus erreichte dagegen nur eine Länge von 40 Zentimetern.
Fossilien des Arthrodiren Incisoscutum ritchiei deuten auf innere Befruchtung (mittels Klaspern), Schwangerschaft und Viviparie wie bei Haien hin.